# Siol.net
Siol.net je slovenski spletni portal, ki ponuja aktualne novice iz Slovenije in sveta, športa, avtomobilizma, tehnologije, gospodarstva, kulinarike, sveta znanih in življenjskega sloga. Siol.net je v lasti podjetja TSmedia, d.o.o., ki s spletnim mestom tudi upravlja. Siol.net je bil po podatkih MOSS v septembru 2017 in v marcu 2018 najbolj obiskan spletni portal v Sloveniji.

## Pregled

### Korporativna zgodovina
Spletni portal siol.net je bil od leta 1999 do 2007 v lasti podjetja SiOL, leta 2008 ga je v last in upravljanje prevzelo podjetje Planet 9 d.o.o, ki se je 1. aprila 2011 pridružilo podjetju Najdi, informacijske storitve, d.o.o. Podjetje se je septembra 2011 preimenovalo v TSmedia, medijske vsebine in storitve, d.o.o.
Telekom Slovenije je jeseni leta 2020 začel prodajni postopek hčerinske družbe TS Media. Neuradno naj bi se za prevzem zanimalo 5 podjetji: TV2, United Media, družba iz skupine podjetji poslovneža Martina Odlazka, družba Styria (ki je že obvladovala Finance in Žurnal24) in Adria Media. Madžarsko televizijsko podjetje TV2 v lasti Józsefa Vide (sicer povezanega s tamkajšno vladajočo stranko Fidesz) je za TS Media ponudilo 2 milijona € odkupnine. TV2 je od Telekoma pred tem prevzelo Planet TV. Najugodnejšo ponudbo je vložila družba United Group, in sicer 5 milijonov €. 12. maja 2021 je nadzorni svet Telekoma zaustavil prodajni postopek. Po poročanju Necenzurirano.si naj bi upravni odbor prodajo prekinil, ker je bil TV2 favoriziran kupec.

## Zgodovina
Spletni portal siol.net je leta 1996 ustanovilo podjetje Telekom Slovenije. SiOL.net je bil prvi spletni informativni portal v Sloveniji, tekom let pa je doživel vrsto vizualnih sprememb.
Maja 2013 je odgovorni urednik Siol.net postal bivši urednik Financ Uroš Urbas.
Leta 2019 je odgovorni urednik Siol.net postal odgovorni urednik informativnega programa Planet TV Mirko Mayer.
Aprila 2020 je odgovorni urednik postal bivši odgovorni urednik Dela Peter Jančič. Njegovo imenovanje sta od 42 članov redakcije podprla le dva; 4 so se vzdržali, ostali pa se glasovanja niso udeležili.
Oktobra 2022 je na položaju odgovornega urednika Jančiča zamenjal dolgoletni zunanjepolitični novinar STA Mihael Šuštaršič. Jančiču, ki je podpisal sporazum o prekinitvi pogodbe, je ob zamenjavi pripadlo skoraj 50.000 € odpravnine, do katere je bil upravičen v okviru pogodbe o zaposlitvi iz leta 2020. Jančič je ob odhodu trdil, da je bil politično zamenjan, ker da je Siol.net pod njegovim urednikovanjem zaradi širokega dosega močno vplival ne samo na desne volivce temveč tudi na levosredinske volivce, zaradi česar da je nova levosredinska vlada želela Siol.net spremeniti v nekritičen medij. Novo uredništvo je po zamenjavi izbrisalo dva Jančičeva prispevka, v katerih je Jančič objavil nepotrjene informacije, da naj bi bil voditelj TV Slovenija v istospolnem romantičnem razmerju z osebo, zaposleno na visokem položaju na enem od ministrstev, kar da bi lahko predstavljalo konflikt interesov. Šuštaršič je pojasnil, da se je za izbris odločil, ker da Jančič ni dokazal javnega interesa (dejanskega obsoja konflikta interesov) za objavo teh osebnih okoliščin, zato da je šlo pri objavi ugibanja o spolni usmeritvi za neupravičen poseg v zasebnost za namen sramotenja. Jančič je izbris prispevkov označil za politično cenzuro novega vodstva Siol.net. Novo uredništvo je prav tako iz Jančičevih besedil odstranilo povezave na Jančičev portal Spletni časopis, s katerimi je bralce preusmerjal na lasten spletni medij.

## Vsebina
- Novice: dnevne novice iz Slovenije in sveta, aktualna dogajanja, intervjuji, reportaže in kolumne.
- Posel danes: novice iz sveta gospodarstva, nasveti za uporabljanje z osebnimi financami, vsebine na temo zaposlitev in borze dela.
- Sportal: športne informacije z aktualnimi športnimi rezultati, intervjuji z znanimi športniki, fotogalerije, zanimivosti. Vsebinski del dopolnjujejo prenosi v živo in arhiv športnih dogodkov.
- Trendi: modni in lepotni trendi, novice povezane z vsemi oblikami življenjskega sloga, zdravje, prosti čas, glasbene novosti, predstavitve filmov, nasveti za izlete in potovanja, novice iz sveta estrade.
- Planet TV: Na Siol.net gostuje uradna spletna stran slovenske televizije Planet TV. Na tej strani so predstavljene številne oddaje te televizije in videoposnetki.
- Avtomoto: pokriva področje avtomobilizma in motociklizma s testi avtomobilov vseh znamk, trendi, ki jih dopolnjujejo video vsebine.
- Digisvet: novosti s področja tehnologije, računalništva, telekomunikacij in sveta spletnih ter mobilnih iger.
- TV spored: dnevni TV sporedi z opisi in ocenami oddaj.
- Spotkast: Siolov podkast, v katerem novinarji spletne strani govorijo z zanimivimi gosti iz različnih področij.